# Општина Ваља Јериј (Клуж)
Ваља Јериј (рум. Valea Ierii) општина је у Румунији у округу Клуж.
Oпштина се налази на надморској висини од 829 m.